# گکوی انگشت‌کوتاه خاورمیانه
جکوی انگشت کوتاه خاورمیانه (نام علمی: 'stenodactylus doriae') گونه‌ای جکو است که در نواحی بیابانی یا ساحلی خشک، در تپه‌های شنی کوچک با پوشش گیاهی بوته‌ای پراکنده و اندک و در کشورهای ایران، عراق، عربستان، امارات، عمان، اردن زندگی می‌کند.